# Portal 2
A Portal 2 egy belső nézetes logikai platformjáték, amelyet a Valve Corporation fejlesztett és adott ki 2011 áprilisában. A játék a 2007-ben megjelent Portal folytatása, Linux, Microsoft Windows, Mac OS X, PlayStation 3, Xbox 360 és Xbox One platformokra jelent meg. Kiskereskedelmi forgalomba az Electronic Arts hozta a játékot, a Windows és OS X változatok pedig a Steam online áruházában is megvásárolhatóak. A Portal 2 bejelentésére 2010. március 5-én került sor, miután az első részhez kiadott frissítés módosította az előzmény lezárását. A játék megjelenése előtt a Steamen megjelent a Potato Sack nevű, független fejlesztésű játékokból álló csomag, amelyekben a játékosok különböző feladványokat oldhattak meg annak reményében, hogy a Portal 2 megjelenését pár órával előrehozzák.
A játékmechanika alapvetően a Portalban megismert elemekre épül, kibővítve néhány újítással, mint a vonósugár, a lézersugarak irányát befolyásoló kockák, fényhidak, vagy a különböző típusú gélek, amikkel a játékos a mozgását gyorsíthatja fel, vagy bármilyen felületre portált helyezhet el a segítségükkel. Ezen gélek mechanizmusát a DigiPen tanulóinak játéka, a Tag: The Power of Paint ihlette. Az egyjátékos módban a játékos továbbra is Chellt irányítja, aki az első rész eseményeit követve több évre álomba zuhant. A játék az ébredésétől veszi fel a fonalat, ahol az évek során leamortizálódott Aperture Science Enrichment Centerben kell a játékosnak helytállnia. A játék során új szereplők tűnnek fel, mint például Wheatley (Stephen Merchant) vagy Cave Johnson (J. K. Simmons). GLaDOS hangjaként ismét Ellen McLain tér vissza. A játékhoz Jonathan Coulton és a The National is elkészített egy-egy zeneszámot. A legnagyobb újítás a kétfős kooperatív mód megjelenése, amelyben a játékosok két robotot, Atlast és P-Bodyt irányíthatják. Mindegyikük portál fegyverrel rendelkezik és együttműködésük elengedhetetlen a tesztkamrák teljesítéséhez. Megjelenését követően a játékhoz letölthető tartalom és egy egyszerűsített pályaszerkesztő is megjelent, lehetővé téve a játékosoknak új tesztkamrák készítését és online megosztását.
Bár megjelenése előtt sok kritikus tartott tőle, hogy a Portal folytatása nem tekinthető majd teljes értékű játéknak, a Portal 2 egyöntetűen pozitív értékeléseket kapott, főként a játék íróit és sötét humorukat, valamint a játékmenet ütemét emelték ki a nagyszerű szinkronhangok, az új játékelemek és a többjátékos mód mellett. Megjegyezték, hogy a pályák több kihívást nyújtanak, mint az előző részben, de a nehézségi szint növekedése jól meg lett tervezve, így minden játékos számára leküzdhető feladatokat tartogat. Sok kritikus az év legjobbjai közé sorolta, több helyen pedig elnyerte 2011 legjobb játékának címét.

## Szereplők
- Chell (Johnson ?): A játék női főszereplője, aki sok-sok (5-200, egyes feltevések szerint 20) évig hibernálva aludt a Portal 1 történéseit követően, mielőtt a jelenbe csöppent volna. Szülei valószínűleg Cave Johnson és Caroline, amire többek között a játék végén hallható, olasz nyelvű operából lehet következtetni ("Mia bambina, o ciel") – a játék azonban sehol nem támasztja alá ezt a feltevést, ahogy a készítők sem.
- GLaDOS (Genetic Lifeform and Disk Operating System): A játék másik főszereplője, egy mesterséges intelligenciával bíró "mag". Sokáig ellenségünk, de később az oldalunkon áll. Valószínűleg (Cave Johnson utal rá) ő maga Caroline.
- Wheatley: Szintén egy mesterséges intelligenciával rendelkező "mag", azonban ő vírusos és azért gyártották, hogy az "anya-testre" szerelve annak irányítóját rossz döntésekre bírja.
- Cave Johnson: A régi Aperture Science vezérigazgatója, egyes feltételezések szerint Chell apja.
- Caroline: Cave Johnson asszisztense, jellemét GLaDOS-ba kódolták, de GLaDOS később azt közli, hogy e programot törli magából. Ezt állítva azonban csak félrevezeti Chellt, hogy ezzel is távozásra bírja, hiszen az ezt követő operában újra megnyilvánul Caroline személyisége.
- Doug Rattman: Egy bújtatott szereplő, kit soha és sehol nem láthatunk, azonban egy pálya rejtett helyén hallhatunk. Azt mondja, hogy a hajó halott, ami a Borealis hajóra utal (lásd: Half-Life 2: Episode Two ), ezenkívül pedig segítséget kér Chelltől (GLaDOS konkrétan Dougot akarta életben hagyni, de Doug meg azt akarta, ha Chell éljen helyette). Illetve pályákon találkozhatunk falra írt szövegekkel (pl. The cake is lie és társai) amit ő maga írt fel. Állítások szerint az áriázó turretek mögött guggolva járkáló ember Doug volt, viszont ez nem igaz, mivel csak egy egyszerű turret-kocka (lábakon járkáló, félig turret, félig kocka) ugrált arrébb éppen.

## Történet
|  | Alább a cselekmény részletei következnek! |

A történet legelején egy szobában ébredünk, és egy férfihang (Announcer) szólít meg minket, aki tudatja velünk, hogy 50 napig voltunk hibernálásban, és most el kell végeznünk egy szellemi és fizikai tesztet. A tornát sikeresen elvégezve visszafekszünk az ágyba. Nemsokára felzargatnak minket és Announcer újra megszólal. Közli, hogy készüljünk fel az evakuálásra. Ekkor kopogtatnak az ajtón. Kinyitjuk és egy egy mag (a játék szerinti elnevezés) (Wheatley) jön be, egy plafonra erősített sínen keresztül és tudtunkra hozza, hogy ki kell menekülnünk a központból. Hirtelen a szobát elkezdi vinni egy sínen, elér vele egy falhoz, párszor jól nekimegy és a betört lyukon át bemászunk egy üvegszobába. Az üvegszoba hasonló, mint ami a Portal legelején volt igazából pont az, annyi különbséggel, hogy mindenhol növények vannak, minden tiszta mocsok és a hely romokban áll (ez egyébként vonatkozik az egész játék környezetére is). Néhány teszt múlva megszerezzük a Portal Gunt. Ezzel még csak a kék portálokat tudjuk kilőni (mint ahogy a Portal első felében). Számos teszt múlva újra felbukkan Wheatley és elvezet minket GLaDOS élettelen "testéhez".
Ezt követően elmegyünk a központ fő megszakítószabályához, ami egy cső-szoba számtalan kapcsolóval. Itt felnyílik egy foglalat, majd Wheatley megkér minket, hogy csatlakoztassuk oda. A csatlakozást követően Wheatley felkapcsolja a lámpát, és utasít minket, hogy keressünk "Menekülő kabin" kapcsolót. Nem járunk sikerrel, ezért Wheatley elindítja felfelé a foglalatot, és ez a folyamat felkapcsolja az összes megszakítót, aminek következtében GLaDOS feléled és visszaemlékezik tettünkre, amikor megöltük őt. Ő ezt félretéve bedob egy Vészhelyzeti Intelligencia Elhamvasztóba, aminek a végén a Hamvasztóterem van, ezen át GLaDOS visszavezet minket a tesztelési területre és újra megkezdi a tesztelésünket (itt szerezzük meg a dupla portálos Portal Gunt is).
Minden tesztkamra elején és végén kárörvendő, vagy éppen becsmérlő megjegyzéseket tesz. Például egyszer elmeséli, hogy látott egy szarvast, majd később megemlíti, hogy talált egy férfit és egy nőt a tesztalanyok között, akiknek a vezetékneve megegyezik főhősünk (Chell) vezetéknevével(Valószínűleg Cave, és Caroline Johnson, bár nem derült ki a játék során, hogy valaha tesztalanyok lettek volna). Később az egyik tesztkamra közepén megjelenik Wheatley és egy rést nyit nekünk a falban, amin szerinte megszökhetünk. A szökés folyamán a jó lövészrobotokat (Turreteket) rosszakra kell cserélni, illetve lézerrel meg kell semmisíteni az idegméreg (neurotoxin) generátort. Egyszer csak Wheatleyvel egy csőrendszerbe kerülünk, ami elvezet minket egy szobába. Itt egy ajtó áll, amire az van feliratozva: "GLaDOS vészhelyzeti kikapcsolóterem és torta felszolgálás". A kilincset megfogva kiesik az ajtó, GLaDOS üdvözöl minket és örül, hogy beleestünk a csapdájába.
Egy mozgatható szobába dob minket, amin keresztül elvisz minket az ő kamrájába. Elhatározza, hogy megöl minket és robotkarokkal rossz Turreteket enged le az üvegszoba köré, de mivel meghibásodtak, felrobbannak, ennek következtében az üveg meggyengül. GLaDOS meglepően fogadja, mennyire szorgoskodtunk a szökésünk alatt. Ennek fényében egy csövet ereszt be a szobába és idegmérget készül beszivárogtatni, de idegméreg helyett Wheatley gördül ki a csőből és ezzel széttöri az üvegablakokat. Erre megszólal Announcer és GLaDOS tudtára adja, hogy meghibásodott és magcsere (pl.: Wheatley és GLaDOS is egy mag, olyanok, mint egy vezérlőegység és GLaDOS testébe bármelyik magot be lehet rakni vagy épp csatlakoztatni szükséges (például amik a Portalban GLaDOSon lógtak). Megnyomjuk Holtpont-feloldó gombot, GLaDOS fejét leszerelik, és Wheatleyt szerelik a helyére, aminek következtében Wheatley irányítja az egész központot. Mivel teljes hatalma van a létesítmény felett, hatalmaskodó lesz és úgy dönt, nem enged el minket. GLaDOSt pedig egy krumpliba "konvertálja". GLaDOS elmondja nekünk, hogy Wheatley egy Intelligencia Csökkentő, amit arra fejlesztettek, hogy GLaDOSra szerelve rossz döntések láncát alkossa és ezzel visszafogja GLaDOS túl nagy elméjét. Azonban, mivel most ő vezérli a központot, ha nem szerelik le Wheatleyt kis időn belül, a központ hamarosan az egekbe repül.
Ezután egy nagyon-nagyon-nagyon hosszú csőben lezuhanunk az Aperture Science több száz évvel azelőtti "múltjába", pontosabban a kezdetekhez, a teszt-komplexumnak helyet adó bánya több ezer méter mély fenekére. Innen kell felküzdenünk magunkat ismét, miközben szemünk előtt megelevenednek az Aperture Science kezdeti "szárnypróbálgatásai" az 1950-es évektől kezdve (érdekes látni ahogy haladunk egyre fentebbi teszt-gömbökben hogyan fejlődött az évtizedek alatt a technológia ebben az irtózatosan nagy titkos laboratóriumban, ahol a mit sem sejtő tesztalanyok megpróbáltatásai történtek, és amelyben egy idő után az emberi irányítást és továbbépítést teljesen átvette a mesterséges intelligencia). Itt, a mélyben találkozunk a letaszított GLaDOS-szal, aki megígéri, hogy ha magunkhoz vesszük, elvisszük Wheatleyhez és visszaszereljük a helyére – ezáltal megakadályozzuk, hogy felrobbanjon a létesítmény -, akkor szabadon enged minket. Az Aperture Science múltjában tanuljuk meg kezelni a különböző gélek használatát. Végezvén a gélek használatának tanulásával, visszakerülünk az aktuális, romos központba, ahol minden rendetlenségben áll, Wheatleynek köszönhetően. A néhány Wheatley-féle pályán túljutunk, magához visz és tüskés panelekkel megpróbál szétlapítani minket.
Innen megmenekülve bekerülünk Wheatley fő kamrájába. Az itteni foglalatba beültetve GLaDOSt, közben Wheatley bekapcsolja az idegmérget, aminek következtében négy percünk marad arra, hogy lekapcsoljuk. Az idegmérgen kívül bombákkal kezd dobálni minket. A bombákat portálok segítségével rá kell irányítanunk. Ekkor kikapcsol egy kis időre. Ez idő alatt GLaDOS egy magot (olyan vezérlőegységet, mint Wheatley vagy GLaDOS) helyez el a kamrában valahol. Ezt a szemet meg kell fogni, és Wheatley testére helyezni – így akarja GLaDOS elérni, hogy a rendszer károsodottnak lássa Wheatleyt és magcserére legyen szükség. Ezt háromszor meg kell csinálni, végül meg kell nyomni a Holtpont-feloldó gombot. Mihelyt a gombot megnyomnánk, Wheatley kirobbantja azt. Mivel a központ már majdnem felrobban, elkezd beomlani a mennyezet, és a mennyezeten, egy kis lyukon át látszik a hold. Portált lőve a holdra az űr vákuum ereje miatt a másik portál elkezd mindent beszívni, beleértve Wheatleyt is. Eközben GLaDOS visszakerül az anyatestbe, Wheatleyt kilöki a végtelen világűrbe, minket visszahúz a kamrájába és bezárja a portált.
Ezután a kamrájában lévő menekülőliftbe tesz minket, majd bevallja, hogy azt hitte a legnagyobb ellensége, miközben mindvégig a legjobb barátja voltunk. Majd távozásra kér minket, és azt állítja, mi nyertünk, csak menjünk el örökre. Ezt követően a lifttel felfelé küld minket, mire az megáll és egy kinyíló ajtó mögött négy Lövészrobottal nézünk farkasszemet. Egyes elméletek szerint ezek végeznek is velünk, mert az ezt követő cselekmény kissé szürreális. S kevéssé valószínű az is, hogy GLaDOS elenged élve minket. Ezek után a valóságban vagy éppen halálunk után a Turretek áriáját (Cara Mia Addio-t) hallgatjuk végig és egy aknaajtón keresztül GLaDOS kienged minket a szabadba, egy napsütötte búzamezőre. Nem csak minket, hanem a Portalból ismert Companion Cube-ot is kidobja mellénk, kicsit kormos állapotban. Ezután A legvégén pedig Wheatley újra feltűnik, immár az űrben és saját elmondása szerint nagyon megbánta, amit tett és sajnálja.
|  | Itt a vége a cselekmény részletezésének! |

## Elemek
- Portal Gun (ASHPD avagy Aperture Science Handheld Portal Device, "Portálvető" a magyar fordításban): A játék fő fegyvere. A fegyverrel két, úgynevezett portált, vagyis kaput lehet nyitni, mégpedig egy narancssárgát és egy kék színűt. Ezek mindig kapcsolatban vannak egymással egy háromdimenziós térben, mind fizikailag és mind vizuálisan. Egy kapu kijárat, s egyben akár bejáratként is szolgálhat: minden egyes objektum, ami bekerül az egyik portálon, az kijön a másik portálon, tehát keresztülmegy rajtuk. A játék fizikájának az egyik fő része a „lendületes átirányítás”. Ha egy objektumot az egyik kapun bedobunk, akkor a másikon jön ki, bárhol is legyen az, így a játékos akár szokatlan helyzetekben is képes mozogni az adott helységben.
- Material Emancipation Grid: Mindegyik tesztpálya végén a lift előtt lévő részecskemező, ami elpusztítja a rajta engedély nélkül áthaladó tárgyakat, valamint törli a pályán kilőtt portálokat.
- Turret: Fehér színű (a rosszak feketék), háromlábú, helyváltoztatásra képtelen robot. Lézerkeresőjével (mozgásra reagál) megtalálja, majd gépágyúival megpróbálja lelőni a delikvenst (minket). Hatástalanítható fellökéssel vagy lézerrel.
- Poisonous Liquid: Tesztkamrák alján levő zöldes-barnás folyadék. Ha beleesünk, megfulladunk. Nem lehet bele, vagy az aljába portált lőni.
- Repulsion Gel: Olyan zselé, ami a felületet ruganyossá teszi. Ezáltal ráesve az eredeti esés sebességével pattanunk vissza.
- Propulsion Gel: Szintén zselé, ami a felületet csúszóssá teszi, így azon futva háromszoros sebességgel haladhatunk.
- Conversion Gel: Ez is egy zselé. Őrölt holdkövet tartalmaz, így a felületet érve alkalmassá teszi azt portál nyitására.
- Hard-light Bridge: Olyan híd, amely szó szerint fényből van, méghozzá "kemény" fényből. A felülete teljesen átlagos, portál által irányítható.
- Excursion Funnel: Ez egy olyan "fény-alagút", amely területén antigravitációt biztosít. Egy megadott irányba halad és benne abba az irányba mozognak a tárgyak. Portállal szintén irányítható.
- Thermal Discouragement Beam: Egy lézerfény, amely magas hőmérséklete miatt elpusztíthat minket is, ha az útjába kerülünk. Általában ezzel nyílnak ajtók vagy lépnek működésbe bizonyos platformok.
- Aerial Faith Plate: Rálépve hatalmas magasságokba repíti a játékost és a tárgyakat.
- Weighted Storage Cube: Súlyozott kocka, amely egy "platót" tud lenyomva tartani.
- Weighted Storage Ball: Súlyozott labda, ami ugyancsak egy platót tud lenyomva tartani, azonban elgurulhat.
- Beam-controller Cube: Hasonlóan viselkedik a súlyozott kockához, ráadásként "prizma" van benne, így a lézernyalábokat irányíthatjuk vele.

## Folyamatos Tesztelési Program
Készült a játékhoz egy DLC, ami a Perpetual Testing Initiative (Folyamatos Tesztelési Program a magyar változatban) nevet kapta. Ez egy alternatív valóságban játszódik, ahol Cave Johnson nem halt meg és a GLaDOS programot leállították. Ebben a "játékmódban" egy másik karaktert "Bendy"t irányítjuk, akit a Portál és a Portál 2 promo videóiból ismerhettünk meg. A DLC lényege az hogy olyan pályákat játszhatunk, amiket más játékosok készítettek, értelemszerűen akár mi is készíthetünk ilyeneket. Egy szerkesztő programot kapunk lényegesen egyszerűbb mint a Hammer editor. Az itt elkészült tartalmakat a Steam Műhelybe tölthetjük fel. Fontos még megjegyezni, hogy Co-Op pályákat is készíthetünk.